# Фёдоровка (Новоукраинский район)
Фёдоровка (укр. Федорівка) — село в Тишковской сельской общине Новоукраинского района Кировоградской области Украины.
Население по переписи 2001 года составляло 487 человек. Почтовый индекс — 27020. Телефонный код — 5253. Занимает площадь 1,092 км². Код КОАТУУ — 3521786701.

## История
Федоровка является местом древнего мега-поселения, датирующегося 4100 годом до н. э., принадлежащего культуре Триполье-Кукутень. Поселение было очень большим для того время, занимая площадь в 50—100 гектаров, в нём проживало по оценкам учёных 6700 человек.
Этот прото-город являлся одним из 2440 поселений культуры Триполье-Кукутень, обнаруженных в Молдавии и Украине. В период между 5000—2700 годами до н. э. 194 (8 %) поселения имели площадь более 10 гектаров и более 29 площадь в пределах от 100 до 450 гектаров.
До 2020 года село входило в Добровеличковский район